# 주바르셀로나 퀘벡 정부 대표부
주바르셀로나 퀘벡 정부 대표부(프랑스어: Délégation générale du Québec à Barcelone, 영어: Quebec Government Office in Barcelona, 스페인어: Oficina de Québec en Barcelona)는 스페인 바르셀로나에 위치한 퀘벡 정부 대표부이다. 1999년에 정식 개관했으며 사무국 지위를 갖고 있다. 이 공관은 스페인, 포르투갈, 안도라를 관할한다.
주바르셀로나 퀘벡 정부 대표부는 캐나다 퀘벡주와 카탈루냐, 바스크 지방 간의 관계 발전에 기여하며 스페인, 포르투갈 현지에서 퀘벡주의 문화 예술 홍보 활동을 촉진한다. 대표부는 스페인, 포르투갈에서 사업을 원하는 퀘벡주의 기업들과의 연락을 제공하고 이들 나라의 경제 환경과 최신 동향을 전달하는 역할을 수행한다. 그 외에 스페인, 포르투갈에서 상호 협력, 파트너 관계를 맺기 원하는 퀘벡주의 정부 부처, 관련 기관 및 단체를 지원한다.

## 같이 보기
- 퀘벡 정부 대표부